# Darmarān-e Soflá
Darmarān-e Soflá (persiska: درمران سفلی) är en ort i Iran.   Den ligger i provinsen Kermanshah, i den västra delen av landet, 500 km väster om huvudstaden Teheran. Darmarān-e Soflá ligger 1 247 meter över havet och antalet invånare är 161.
Terrängen runt Darmarān-e Soflá är huvudsakligen kuperad. Darmarān-e Soflá ligger nere i en dal.Runt Darmarān-e Soflá är det ganska tätbefolkat, med 60 invånare per kvadratkilometer. Närmaste större samhälle är Dūshmīān, 7,9 km sydväst om Darmarān-e Soflá. Omgivningarna runt Darmarān-e Soflá är i huvudsak ett öppet busklandskap.